# 政治用語一覧
政治用語一覧（せいじようごいちらん）は、政治に関する用語の一覧である。

## か行

### か
- 革新
- 寡頭制
- 間接民主主義

### き
- 議院内閣制
- 議会
- 議会統治制
- 機関 (法)
- 貴族制
- 既得権益
- 義務
- 行政
- 行政区画
- 行政訴訟
- 共和制
- 金権政治

### く
- 国
- 君主
- 君主制

### け
- 警察
- 権威主義
- 権益
- 健康保険
- 元首
- 憲法
- 権利

### こ
- 公益法人
- 国際法
- 国民
- 国家
- 国会 (日本)

## さ行

### さ
- 財界
- 財団法人
- 裁判所
- 参議院
- 参議院議員通常選挙
- 参政権

### し
- 司法
- 市民
- 社会保障
- 社団法人
- 衆議院
- 衆議院議員総選挙
- 衆愚政治
- 首相
- 首相公選制
- 条約
- 省令
- 条例
- 人権
- 神権政治
- 人民
- 人民共和国

### せ
- 生活保護
- 請願権
- 政治
- 政治献金
- 政治体制
- 生存権
- 政体
- 制度
- 政党
- 政党制
- 政府
- 政令
- 絶対君主制
- 選挙
- 選挙権
- 僭主
- 全体主義体制

### そ
- 租税

## た行

### た
- 大統領
- 大統領制

### ち
- 地方自治
- 地方自治体
- 直接民主主義

### と
- 統一地方選挙
- 独裁政治
- 独立行政法人

## な行

### な
- 内閣

### に
- 日本の選挙

### ね
- 年金

### の
- 能力主義

## は行

### は
- 半大統領制
- ハンナ・アーレント

### ほ
- 法 (法学)
- 法人
- 法律
- ボートマッチ
- 保守

## ま行

### み
- 民主集中制
- 民主主義

## ら行

### り
- 利益団体
- 立憲君主制
- 立法

### ろ
- 労働組合